# Bordighera
Bordighera je menší město a přístav v italském regionu Ligurie, v provincii Imperia.
Leží v severozápadní části země, na pobřeží Ligurského moře, asi 15 km od hranic s Francií. Je součástí Italské riviéry, respektive její západní části Riviery di Ponente (pro pěstování květin se tato oblast nazývá také Riviera dei Fiori). Bordighera je vzdálená přibližně 155 km jihozápadně od Janova, hlavního centra Ligurie a 40 km od Nice. Z dalších měst se v okolí nachází San Remo, Menton a Monako.

## Město a památky
Centrum města leží v okolí náměstí Piazza del Popolo, nad mysem S. Ampelio a přístavištěm. Západně od mysu leží nové město založené v druhé polovině 19. století. Hlavní třídou je ulice Vittorio Emanuele II s řadou obchodů a služeb. Ulice je rovnoběžná s pobřežím, kde vede plážová promenáda Lungomare Argentina.
- Kostel Santa Maria Maddalena, hlavní sakrální stavba ve městě v rokokovém slohu z roku 1617
- Kostel Immacolata Concezione z roku 1883 od architekta pařížské Opéry Charlese Garniera, který žil v Bordigheře
- Kaple S. Ampelio z 11. až 12. století
- Palazzo Comunale, budova radnice od Ch. Garniera se sbírkou obrazů z 19. a 20. století
- Villa Margherita a Villa Garnier